# Пивоваров, Григорий Леонтиевич
Григо́рий Лео́нтиевич Пивова́ров (9 (22) марта 1908 год, Лохвица Полтавской губернии — 15 мая 1942, Керчь) — украинский советский скульптор-монументалист.

## Биография
Родился в г. Лохвице. В 1926—1931 годах обучался в Киевском художественном институте. В течение 1930-х годов совмещал преподавательскую работу в Киевском художественном институте с творческой работой. С начала Великой Отечественной войны добровольцем ушёл в Красную армию. Погиб 15 мая 1942 года в боях за Керчь.

## Творчество
Автор многочисленных памятников и бюстов И. Сталина: станковая композиция «И. Сталин в кресле», монументальная 5-метровая статуя на площади Сталина в Киеве (1937), статуя Сталина для Президиума Верховного Совета УССР (1937), автор памятника А. Тесленко на его могиле в селе Харьковцы, памятника В. Ленину в Новограде-Волынском.
Работал в соавторстве с Е. Белостоцким и Э. Фридманом. Создал обелиск участникам Трипольского похода в Триполье Обуховского района Киевской области Украины (1934—1936), состоявший из пяти бронзовых горельефов на тему подвига героев, памятник стратонавтам (1938, установлен в Донецке в 1953 году), памятник Серго Орджоникидзе для завода «Ленинская кузница» (1937), монументально-декоративная статуя «Клим Ворошилов» (1938), скульптурные композиции «Стахановцы промышленности» и «Стахановцы сельского хозяйства» для павильона УССР на Всесоюзной сельскохозяйственной выставке в Москве и для интерьера павильона монументальный барельеф «Ленин и Сталин» (демонтирован в конце 1950-х годов) и горельеф «Старое и новое сельское хозяйство» (1939), скульптурную композицию «Ленин и Сталин в Горках» (1935), которая впоследствии была размножена и установлена во многих населённых пунктах Советского Союза, скульптурные портреты Т. Шевченко (1936), А. Пушкина (1937), И. Франко (1939, установлен во дворе во Львовском национальном литературно-мемориальном музее Ивана Франко в 1949 году), А. Довженко (1940) и др.

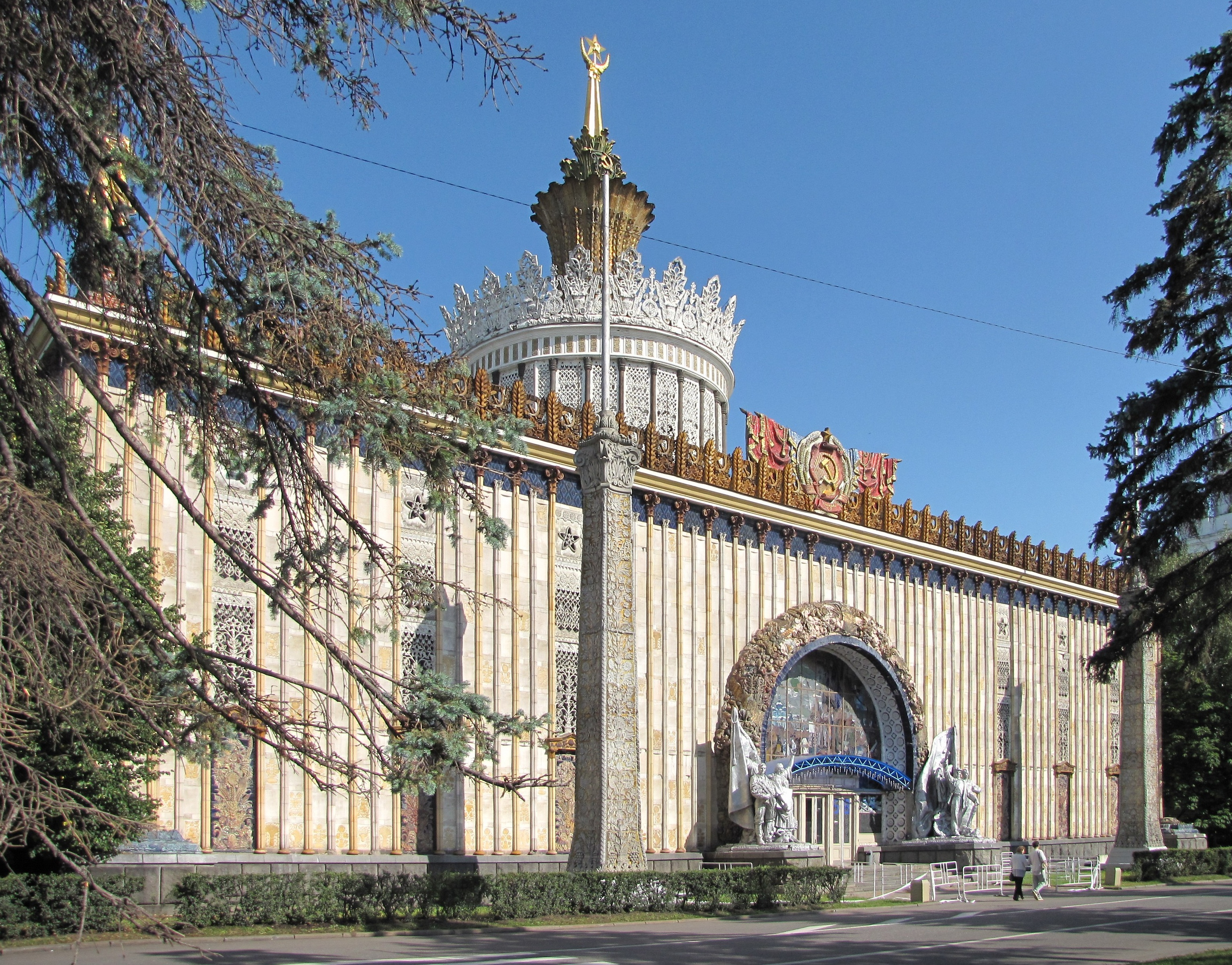
Павильон «Україна» на ВВЦ в Москве
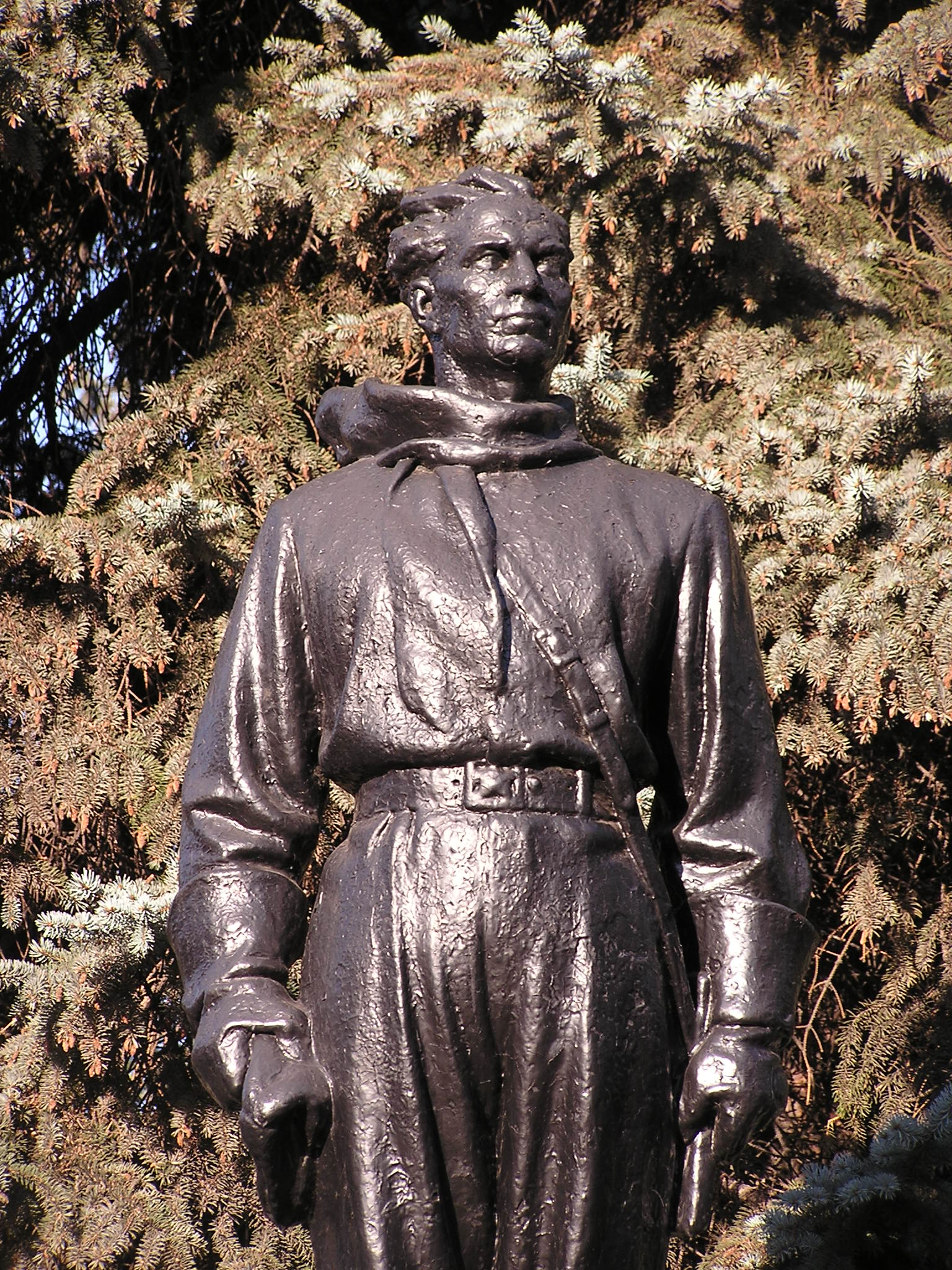
Памятник стратонавтам в Донецке (1938, установлен в 1953)
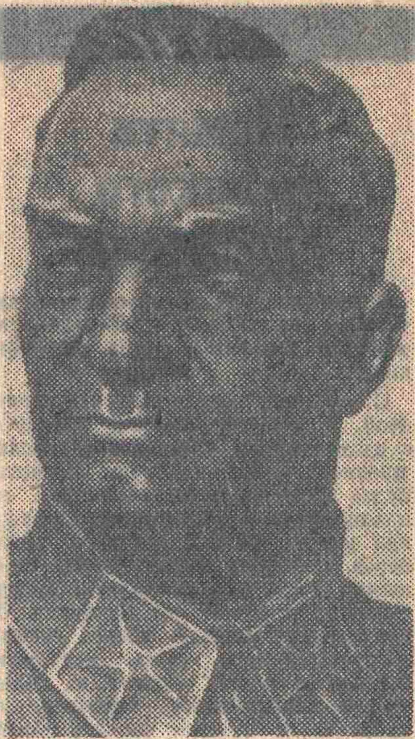
Портрет маршала А. И. Егорова

## Семья
Сын — Константин Григорьевич (род. 15.10.1939) — театральный режиссёр, заслуженный деятель искусств УССР (1981).